# Hip hop al parque
Hip Hop al Parque es un festival internacional de Hip Hop que se lleva a cabo anualmente en la ciudad de Bogotá, Colombia, desde 1996. Es un festival gratuito y al aire libre que se realiza en el Parque Metropolitano Simón Bolívar siendo uno de los más importantes de su tipo que se realizan en Latinoamérica.
Hace parte de la serie de los Festivales al Parque impulsados por el Instituto Distrital de las Artes.
Este festival ha contado con grandes exponentes de la cultura Hip Hop en sus diferentes ramas: Rap, Break Dance, Dj´s y Grafiti, y ha contado con la asistencia de importantes artistas a lo largo de sus 21 años de realización. A nivel Bogotá se presentan los ganadores de los premios Festivales al Parque.

## Historia
Inicialmente se denominó Rap a la torta es decir se celebraba en la Media Torta  de Bogotá y se empezó en el año 1996 promovido por la alcaldía de Antanas Mockus en marco de la política denominada como cultura ciudadana, para 1998 se denomina Rap al parque organizado por el Instituto Distrital de Cultura y Turismo y se realizó por tres días. En el año 1999 se integra al break dance y el grafiti al festival y se denomina por primera vez Hip Hop al Parque. En el año 2000 se celebró en el Parque Metropolitano El Tunal. Para la versión del 2003 se realizó durante tres días, ha presentado un gran crecimiento de 25mil asistentes en 2005 a pasar a cerca de 100.000 asistentes en el año 2008. Entre 2011 y 2015 se realizó durante tres días: primer día en la Media Torta y los dos siguientes en el Parque Simón Bolívar.
Ha inspirado otros Festivales locales como el Día de Hip Hop Colombia.

## Participantes
Son los ganadores de los festivales locales, y los grupos elegidos por Idartes. A lo largo del año se realiza una selección debido a la gran importancia adquirida por este festival a lo largo de la historia. No solo se seleccionan Mc's y grupos de rap sino también los representantes de grafiti y de break dance sin olvidar la participación de Dj´s. El festival ha contado con importantes grupos de las cuatro ramas del hip hop en cada una de sus ediciones además de contar con un componente académico.

## Ediciones
| Año  | Nombre del Festival                             | Fecha                       | Artistas |
| ---- | ----------------------------------------------- | --------------------------- | --- |
| 1996 | Primera Edición Rap a la torta                  | 21 de julio                 | Sábado: 1. C.D.M.P. 2. Silex Summer 3. Crazy s of Rap 4. Ciudad Ilícita 5. La Batra 6. Garabato 7. Gangsta Clam 8. Golpes de Ritmo 9. Basura 10. Doble Key 11. La Casta 12. Niños de Urabá (Grupo invitado). 13. Contacto (grupo invitado) 14. Chicos de la Policía (grupo invitado). 15. Impact 91 (grupo francés). Domingo: 1. Tormenta Rap 2. Raper s Spaiders 3. Misión Contacto 4. C.T.O. 5. Ritmo Acción y Poder 6. Pequeños Raperos 7. Ritmo Rebelde 8. Solista Especial Dog 9. Integración Racial 10. Gheeto 11. El Cartel 12. Estilo Bajo 13. Niños de Urabá (grupo invitado) 14. Contacto (grupo invitado) 15. Chicos de la Policía (grupo invitado). 16. Impact 91 (grupo francés). |
| 1998 | Rap al Parque                                   |                             | Locos de Rap, Golpes,Cescru Enlace,SBS Sensational Boys of Street, Estilo BajoArawak, Gente Unida, Ares del Asfalto |
| 1999 | Hip Hop Hurra                                   |                             | Realizado en plaza de Bolívar: Ares del Asfalto, Panteras Negras. |
| 2000 | III Festival Hip Hop al Parque                  |                             | Tribu Omerta, Rh Clandestino, Cali Rap Cartel, Mc Chico JHT, La Corte, Baby Rasta y Gringo |
| 2001 | IV Festival Hip Hop al Parque                   |                             | Klepsella, Arsenal, Lord M.C., Rejo Perrero, Zeus, Fondo Blanco, Estruendo Maniático, Sur Urbanos, Ghettos Clan, Underground Element, Santa Secta, B Style, Booyaka Records, R.I.P., Califas, Kbn y Cescruenlace, Universo Zu, Arawak, Uno a Uno, Profetas Adn y la Hermandad/La Suprema.,Violadores del Verso |
| 2002 | V Festival Hip Hop al Parque                    |                             | Tres Coronas |
| 2003 | VI Festival Hip Hop al Parque                   |                             | Afu-Ra, Flaco Flow y Melanina, Animales sin rostro, Tribu Omerta, Estilo Bajo, Asilo 38, Full Nelson |
| 2004 | VII Festival Hip Hop al parque - La Media Torta |                             | Non Phixion,Rascalz,Dj Rasta Root Clan Hueso Duro |
| 2005 | VIII Festival Hip Hop al Parque                 |                             | Cuarto Poder,Holla Boys,Mosco Fly,Mc Kno,Choc Quib Town,Flaco Flow y Melanina,Big Mancilla |
| 2006 | 10 años de Hip Hop al Parque                    |                             | Mc Kno,Clan Hueso Duro,Nando Nández,Culcha Candela,Frank T,Mexicano 777,JHT |
| 2007 | XI Festival Hip Hop al Parque                   |                             | Latino Records,Sello 2 Esquinas,Das EFX,Onyx,Lito y Polaco,Ari,Cosculluela,Tres Coronas,Slave Farm,Oxmo Puccino,Fondo Blanco,Estilo Bajo |
| 2008 | XII Festival Hip Hop al Parque                  |                             | Psycho Realm,Nach,Dante,Immortal Technique,Violadores del Verso,Assassin,La Etnnia,Clan Hueso Duro |
| 2009 | XIII Festival Hip Hop al Parque                 | 17 y 18 de octubre          | MOP, Big Noyd,Mobb Deep,Duo Kie, Guerillla Seca,Actitud María Marta,Flaco Flow y Melanina, Fondo Blanco, Laberinto ELC |
| 2010 | ¡Vida, máximo respeto!                          |                             | Lancelot JS,Los Aldeanos,Aerophon Crew,Siete Nueve,Naughty By Nature |
| 2011 | 15 años del Festival Hip Hop al Parque          |                             | SFDK,Vico C,The Lords of the Underground,Engendros del Pantano,Ali A.K.A. Mind,Samurai,Kavelo,Cejaz Negraz |
| 2012 | XVI Festival Hip Hop al Parque                  |                             | Keny Arkana,Canserbero,El Judío,Todo Copas,Masái Ban Go,Pet Fella,Aerophon Crew,Clan Hueso Duro,Cescru Enlace |
| 2013 | XVII Festival Hip Hop al Parque                 | 26 y 27 de octubre          | Public Enemy,Danay Suárez,King Kong Click,Estilo, Aguila Tway, Bajo,Engendros del Pantano,Crack Family |
| 2014 | XVIII Festival Hip Hop al Parque                | 11, 12 y 13 de octubre      | Apache,Boot Camp Clik,Gabylonia Vs. Gavlyn,Ghostface Killah,DJ Premier,Afaz Natural,Samurai,Loko Kuerdo |
| 2015 | Territorio de paz                               | ( 14, 15 y 16 de noviembre) | Alcolirykos,Todo Copas,Rxnde Akozta,Nanpa Básico,Xzibit |
| 2016 | 20 años de armonía y arte                       | (22 y 23 de octubre)        | Talib Kweli,Rapper School,La Mala Rodríguez,La Etnnia,Rastro & the Smokers |
| 2017 | Hip Hop es vida                                 |                             | Realidad Mental,EPDM,Lil Supa,Emicida,Bahamadia,Al2,Laberinto ELC |
| 2018 | Hip Hop es arte y alma                          |                             | Grandmaster Flash,Born Jamericans,Tote King,Almost Blue,Zalama Crew |
| 2019 | Hip Hop al Parque                               |                             | S.A Roc,Saian Supa Crew,Smif N Wessun,DJ Maseo (De La Soul),Tres Coronas,N.F.X,Flor de Rap |
| 2022 | Hip Hop al Parque                               | (2 y 3 de julio)            | Foyone, Arianna Puello, Movimiento Original |
| 2023 | Hip Hop al Parque                               | (22 y 23 de julio)          | DJ Karl, DJ KM1KC, DJ Softkiller, Keenwan, Kriska, Naturaleza Suprema, Loko Kuerdo, Solitario Soldado, Yawar Cru y Ziferk, La Farmakos, La Wera Deejay, Motilonas Rap, Yoss Bones, DJ Lady Style, L’Xuasma, Los Nandez, Fly So High, GZA & The Phunky Nomads, El Dojo, Neto Peña, Masta Ace & Marco Polo. |
| 2024 | Hip Hop al Parque                               | (17 y 18 de agosto)         | Tatiana Gomez, Hard Crew, Mcktrices, Frank Takuma, Hanna Hasen, Elorik, El Alfarero, Ciudadano Z, Chystemc, Cormega, DJ Tony Touch , J Noa, Lia Kali , Pharoahe Monch, Rapsusklei, Zita Zoe, Cariñito y raperos por la paz, Flaco Flow y Melanina, Kck, La gran hambruna & Car3sucio. |

## Artistas internacionales
| País                 | Artistas y Agrupaciones |
| -------------------- | --- |
| Alemania             | Culcha Candela |
| Argentina            | Actitud Maria Marta, Dante. |
| Brasil               | Emicida |
| Canadá               | Rascalz |
| Chile                | King Kong Click, N.F.X, Flor de Rap, Movimiento Original, Chystemc, Zita Zoe |
| Cuba                 | Al2, Rxnde Akozta,SBS Sensational Boys of Street, Danay Suárez |
| Estados Unidos       | Bahamadia,Born Jamericans, EPDM, Talib Kweli, Xzibit, Public Enemy, Boot Camp Clik, Grandmaster Flash, Ghostface Killah, DJ Premier, The Lords of the Underground, Afu-Ra, Immortal Technique, Non Phixion, Onyx, Das EFX, MOP., Big Noyd, Mobb Deep, Psycho Realm, Jedi Mind Tricks, Smif N Wessun, S.A Roc, GZA, Masta Ace y Marco Polo, Main Flow, Cormega, DJ Tony Touch, Pharoahe Monch, Xzibit |
| España               | La Mala Rodíguez, Nach, Violadores del Verso,SFDK, Duo Kie, Ari, Full Nelson, Frank T, Tote King, Foyone, Arianna Puello, Santa Salut, Rapsusklei, Lia Kali |
| Francia              | Keny Arkana, Slave Farm, Oxmo Puccino. Saian Supa Crew. DJ Lady Style |
| México               | Neto Peña, Yoss Bones |
| Perú                 | Rapper School |
| Puerto Rico          | Baby Rasta y Gringo, Mexicano 777, Cosculluela, Vico C, Lito y Polaco |
| República Dominicana | J Noa |
| Venezuela            | Canserbero, Lil Supa, Apache, Guerillla Seca, El Dojo, Cuarto Poder, La Corte Imperia, Gavilonia. |